# Ploutvové plavání
Plavání s ploutvemi je  podvodní sport, při kterém plavci k pohybu používají ploutve. Plaváním s ploutvemi se rozumí pohyb s monoploutví nebo dvěma ploutvemi na vodní hladině nebo pod vodou s použitím vlastní svalové síly sportovce a bez použití jakéhokoliv mechanismu nepoháněného svalovou silou. Pro disciplíny plavání pod vodou s dýchacím přístrojem je povoleno použití přístroje jen se stlačeným vzduchem.

## Historie
První soutěže v této disciplíně byly pořádány ve dvacátých letech 20. století ve Francii, ve třicátých letech v Itálii a v padesátých letech ve Velké Británii. Mistrovství Evropy je pořádáno od roku 1967 (Itálie) každý sudý rok. Mistrovství světa potom každý lichý rok od roku 1976 (Německo). Odvětví je také zahrnuto mezi sporty, které se ucházejí o zařazení mezi sporty olympijské, tzn. že je součástí Světových her (soutěže neolympijských sportů), které se konají od roku 1988 (Kalifornie, USA).
V ČR spadá pod Svaz potápěčů České republiky a zároveň pod Světovou potápěčskou konfederaci C.M.A.S. (Confédération Mondiale des Activités Subaquatiques).
Při plavání s ploutvemi je potřeba dosáhnout dobrého obtékání těla vodou. Z tohoto důvodu musí být tělo plavce v hydrodynamické poloze. Hydrodynamická poloha se vyznačuje vzpaženými pažemi, vytaženými vpřed tak, aby profil těla byl co nejmenší. Hlava je maximálně skrytá mezi pažemi, dlaně jsou dány přes sebe. Šnorchl je připevněn zepředu na hlavě.

## Dělení

### PP – plavání s ploutvemi
Plavání s ploutvemi (také známé pod zkratkou PP) označuje plavecké disciplíny, při kterých musí být závodník neustále na hladině (tzv. ji prořezávat), k dýchání používá šnorchl. Výjimkou z neustálého pohybu na hadině je 15metrové pásmo po startu a obrátce. Tj. po skoku a po obrátce na konci bazénu smí závodník plavat 15 m pod vodou. K pohybu může závodník využít monoploutev, ale i dvě gumové ploutve a k dýchání musí využít šnorchl. Podle pravidel je styl libovolný, ovšem nejčastěji se setkáme s tzv. vlněním s využitím monoploutve.
Stylem PP se plavou:
- tratě 25 m, 50 m, 100 m, 200 m, 400 m, 800 m a 1500 m
- štafety 4 × 50, 4 × 100 a 4 × 200 m

### RP – rychlostní potápění
Při rychlostním potápění (také známé pod zkratkou RP) nesmí závodník vynořit obličejovou část z vody. Krátké tratě 25 m a 50 m plave závodník na jeden nádech, pokud by se vynořil a nadechl se, dojde k diskvalifikaci. Při tratích 100 m a 400 m závodník dýchá díky dýchacímu přístroji se stlačeným vzduchem, se kterým plave.

### BF – bi-fins
Plavání s dýchací trubicí a gumovými ploutvemi, stylem kraul. Závodník se musí, stejně jako u PP, držet na hladině, výjimkou je 15m pásmo po obrátce a skoku. Na rozdíl od ostatních stylů je styl bi-fins poměrně nový.
Stylem bi-fins se plavou: 
- tratě 50 m, 100 m, 200 m, 400 m
- štafety 4 × 50, 4 × 100 a 4 × 200 m

### DPP – distanční plavání s ploutvemi
Distanční plavání s ploutvemi se pořádá na volné vodě a na delší tratě (500 m – 6 km). Plavat se může stylem PP i bi-fins.

## Věkové kategorie

### Dospělí (senioři)
- A: 18 let a starší

### Junioři
- B: 16–17 let
- C: 14–15 let
- D: 12–13 let
- E: 11 let a mladší (předzávodní skupina)

Věk není určující. Určovacím faktorem je rok narození (kategorie vždy po dvou letech).

### Veteráni
- V0: 29–34 let
- V1: 35–44 let
- V2: 45–54 let a další dělení po 10 letech

## Tratě
Závody se pořádají v bazénech a na volné vodě jako soutěže jednotlivců i týmů.

### Bazén
- Jednotlivci:

PP – 50, 100, 200, 400, 800, 1500
RP – 25 (pouze kat. E, D), 50 (na jeden nádech bez přístroje), 100, 200, 400, 800 (nejdelší trať 800 RP od roku 2010 vyřazena z programu MS a ME)
BF – 50, 100, 200,400 (nově zavedena)
- Štafety: 4x × 50 m (kat. E, D) 4 × 100 m, 4 × 200 m

### Volná voda
- DPP: 6000 m, 20 000 m, 4 × 3000 m

Maximální délku tratí pro jednotlivé věkové kategorie upravují pravidla SPČR.

## Vybavení
Ploutve – ploutvový list a pevné botky
Monoploutev
Maska, brýle
Dýchací trubice – závodníkům zajišťuje výrobu tzv. šnorchlu velmi často klub. Důvodem je nedostupnost sportovních šnorchlů v ČR.
Dýchací přístroj
Neoprénový oblek (pouze volná voda)